# Arrondissement Acul-du-Nord

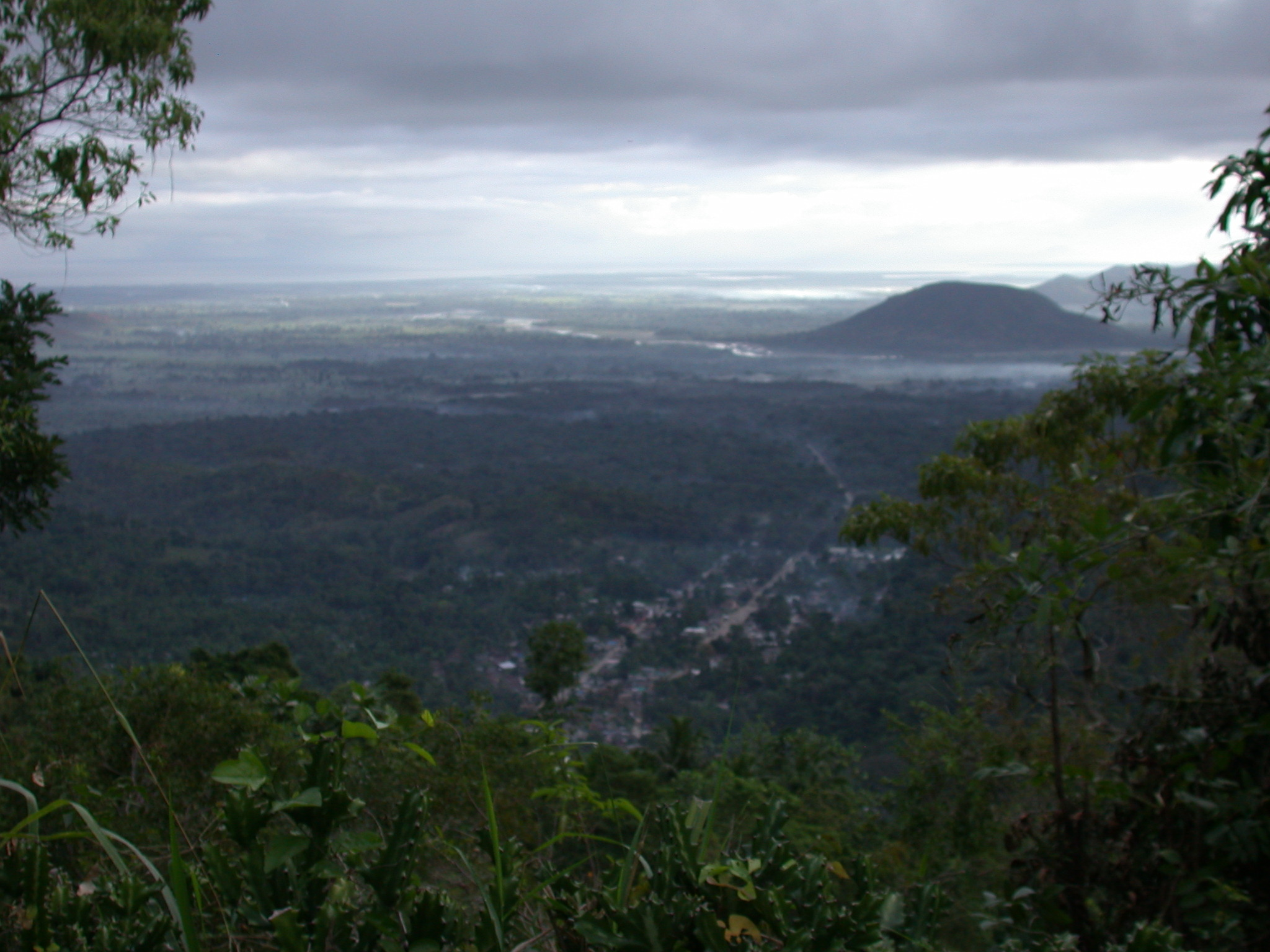
Ansicht der Landschaft bei Milot

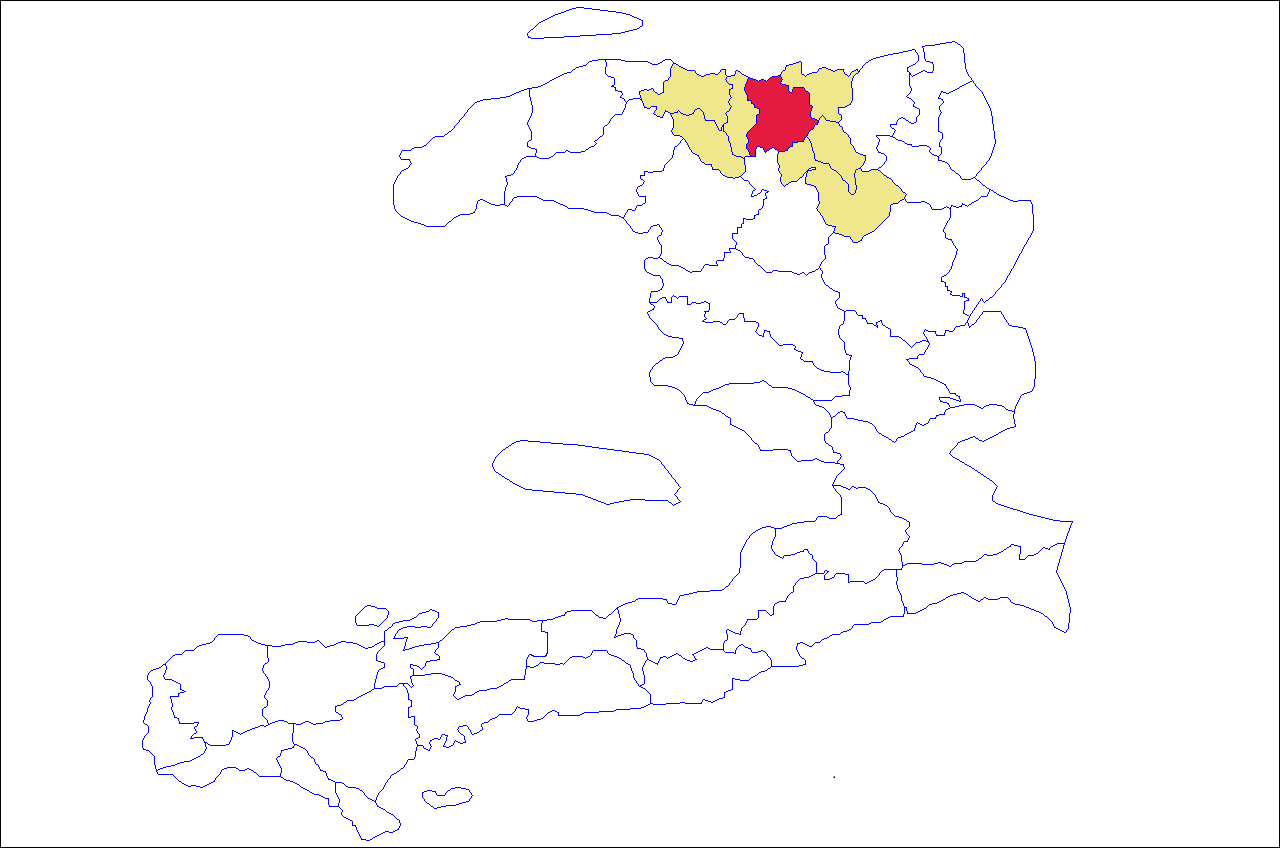
Lage des Arrondissements Acul-du-Nord in Haiti und im Département Nord (Haiti)

Das Arrondissement Acul-du-Nord (haitianisch-kreolisch: Akil dinò) ist eine der sieben Verwaltungseinheiten des Départements Nord, Haiti. Hauptort ist die Stadt Acul-du-Nord.

## Lage und Beschreibung
Das Arrondissement liegt zentral im Département Nord. Es grenzt im Norden an den Atlantischen Ozean (Baie de l'Acul). Benachbart sind im Osten das Arrondissement Cap-Haitien, im Süden das Arrondissement Saint-Raphaël und das Arrondissement Marmelade, im Südwesten das Arrondissement Plaisance und im Westen das Arrondissement Limbé.
In dem Arrondissement gibt es drei Gemeindebezirke:
- Acul-du-Nord (rund 55.000 Einwohner),
- Plaine-du-Nord (rund 34.000 Einwohner) und
- Milot (rund 30.000 Einwohner).

Das Arrondissement hat rund 129.000 Einwohner (Stand: 2015).
Die Route Nationale 1 (RN-1; Cap-Haitien – Port-au-Prince) verläuft durch das Arrondissement.